# Lucky Starr, il vagabondo dello spazio
Lucky Starr, il vagabondo dello spazio (David Starr, Space Ranger) è un romanzo di fantascienza per ragazzi del 1952 di Isaac Asimov. Costituisce il primo volume del ciclo di Lucky Starr, una serie narrativa di space opera avventurosa pensato da Asimov per un eventuale pubblico televisivo.
È stato pubblicato in italiano per la prima volta nel 1962 col titolo Veleno per la Terra e ripubblicato anche col titolo David Starr il cacciatore dello spazio (1978).

## Trama
David Starr è un giovane promosso a membro effettivo del Consiglio della Scienza, organizzazione che si occupa dei problemi della galassia. La Terra, sovrappopolata e nutrita dalla sua colonia agricola di Marte, fa da sfondo a strane morti per avvelenamento, tutte riconducibili a cibo di provenienza marziana, che il Consiglio, con l'aiuto della Polizia, sta cercando di tenere segrete per non seminare il panico tra la popolazione terrestre. Tutto questo potrebbe portare a sconvolgimenti politici nel delicato equilibrio tra la Terra e Marte, senza le cui risorse agricole la Terra non potrebbe sopravvivere.
Il giovane David si trova ad essere testimone diretto di una di queste morti all'inizio del romanzo. Dopo una riunione con i suoi "zii adottivi" Gus Henree e Hector Conway, influenti consiglieri, si reca sotto falso nome su Marte, per indagare direttamente sul posto.
Una volta arrivato, cerca di farsi assumere da un'azienda agricola marziana, e vi riesce dopo un incontro piuttosto burrascoso con un gruppo di agricoltori locali, nel quale si conquista le simpatie di John Bigman Jones, un bracciante locale, che trova un posto di lavoro assieme a David anche grazie al suo intervento. Nel contempo, però, si procura anche l'inimicizia di Griswold, un sopraintendente, che il primo giorno di lavoro tenta addirittura di ucciderlo sabotando la sua auto di servizio per farlo precipitare in uno degli strani crepacci di cui è costellata la superficie marziana. Ne segue uno scontro, combattuto senza maschera nella velenosa atmosfera marziana, nel corso del quale è Griswold a morire precipitando nel medesimo crepaccio.
Essendosi comportato lealmente nello scontro, ed essendo stato evidente il sabotaggio, David acquista stima dagli altri braccianti, mentre Bigman può ormai essere definito suo amico. Il legame diviene ancora più stretto quando Bigman, al quale David Starr chiede di procurare del materiale dalla biblioteca del Consiglio, capisce l'identità del consigliere.
Il materiale procurato da Bigman serve a David per calarsi in uno dei crepacci. Vuole verificare l'ipotesi di Benson, l'agronomo della fattoria, che sostiene che l'unico modo per avvelenare le coltivazioni, protette da serre e difficili da avvicinare, è passare dal sottosuolo, e ipotizza che le caverne sotterranee di Marte, mai visitate e dalle quali si captano misteriosi segnali regolari, siano abitate da creature autoctone, che sarebbero ostili alla presenza dell'uomo sul loro pianeta.
La discesa nel crepaccio è coronata dal successo: un passaggio viene aperto, e David riesce ad incontrare effettivamente i Marziani. Appartengono ad una civiltà antichissima ed estremamente evoluta: sono costituiti di pura energia, e quindi invisibili, comunicano per contatto telepatico diretto e sono in grado di convertire materia in energia e viceversa a piacimento. David si convince rapidamente che a questi esseri non interessa mettersi in conflitto con l'uomo, e che quindi il contagio non viene da loro.
I marziani fanno dono a David di quella che sembra quasi una striscia di stoffa, ma che applicata sul viso avvolge chi la indossa di un campo di forza, che respinge tutto ciò che è più grosso delle molecole d'aria. Anche l'aspetto viene alterato, in quanto dall'esterno appare come una cortina di fumo. Lo schermo si rivela utilissimo fin dal principio, perché permette a David di sopravvivere alla micidiale tempesta di sabbia marziana che lo attende poco dopo essere stato rimandato in superficie dai Marziani.
Arrivato alla fattoria, David racconta di essere scampato alla morte nella tempesta grazie all'intervento di un uomo che si era dichiarato "Vagabondo dello Spazio", descrivendolo con l'aspetto fumoso che lui sa essere dato dallo schermo. La storia lascia increduli tutti, ma c'è altro a cui pensare: gli strani messaggi provenienti dagli asteroidi che qualche tempo prima i proprietari marziani avevano ricevuto si sono trasformati in veri ultimatum perché cedano le aziende, pena la moltiplicazione a dismisura delle morti. David, rivestito dallo schermo, si reca dapprima nella stanza di uno degli uomini più duri e importanti della fattoria, Hennes, impersonando ovviamente il fantomatico Vagabondo dello Spazio. Hennes spara col disintegratore, e viene accecato dal lampo che questo riflette; è l'occasione giusta per prendere dalle tasche di Hennes le chiavi del laboratorio di Benson. David si intrufola poi nella stanza assegnata al funzionario del Consiglio giunto nel frattempo per tentare di gestire la situazione, chiedendogli di organizzare l'indomani una riunione, secondo modalità che gli permetteranno di impersonare il Vagabondo ancora una volta.
Sotto questo aspetto, durante la drammatica riunione, smaschera i colpevoli: Benson, il biochimico, avvelenava un singolo chicco di un sillos di grano usando un'apposita pistola raccoglicampioni modificata, mentre Hennes, che si occupava di tenere i contatti con chi era a capo di tutta la faccenda, viene convinto a collaborare con una minaccia di avvelenamento (che si rivelerà poi fasulla). La minaccia viene sventata, ma risulta ben chiaro che chi tirava le file dagli asteroidi è rimasto sconosciuto; e da qui infatti partirà il libro successivo.
Il libro si chiude con quello che dovrebbe essere il saluto tra Bigman e David; ma il marziano, dopo aver dimostrato di aver capito l'identità del Vagabondo, esprime la convinzione che, in futuro, si possa lavorare sempre assieme.

## Edizioni
- Isaac Asimov, David Starr, Space Ranger, Doubleday, 1952.
- Isaac Asimov, Veleno per la Terra, traduzione di Lella Pollini, collana Galassia n° 14, Casa Editrice La Tribuna, 1962.
- Isaac Asimov, David Starr il cacciatore dello spazio, traduzione di Lella Pollini, Giunti, 1978.
- Isaac Asimov, Lucky Starr, il vagabondo dello spazio, traduzione di Giuseppe Lippi, collana Oscar Fantascienza n° 66, Arnoldo Mondadori Editore, 1988, ISBN 88-04-30756-0.
- Isaac Asimov, Lucky Starr, il vagabondo dello spazio, traduzione di Giuseppe Lippi, collana Bestsellers Oscar n° 675, Arnoldo Mondadori Editore, 1996,  p. 148, ISBN 978-88-04-42407-9.